# 新盛乡
新盛乡，是中华人民共和国四川省乐山市犍为县曾经下辖的一个乡。2019年12月，撤销新盛乡，将其所属行政区域划归定文镇管辖。

## 行政区划
新盛乡撤销前下辖以下地区：
新场社区、新场村、柏山村、太平村、新金村和红旗村。